# Blitzkrieg 2
Blitzkrieg 2 è un videogioco del 2005 sviluppato da Nival Interactive e pubblicato da CDV Software Entertainment.

## Caratteristiche e fazioni
Come il suo predecessore, Blitzkrieg 2 si concentra sulle battaglie della Seconda guerra mondiale. Il gioco presenta molte caratteristiche nuove e unità rispetto al suo predecessore ed il motore grafico è stato aggiornato.
Il gioco contiene sei fazioni:
- Germania
- Unione Sovietica
- Regno Unito
- Giappone
- Stati Uniti d'America
- Francia

Il Giappone è stato appena aggiunto per Blitzkrieg 2 per il nuovo teatro del Pacifico. Il gioco include anche una enciclopedia di tutte le unità, in modo da poter leggere le unità che si arrivano a vedere nel gioco.